# 호빗: 스마우그의 폐허
호빗: 스마우그의 폐허(The Hobbit: The Desolation of Smaug)는 호빗 삼부작의 두 번째 영화이며, 윙넛필름스와 뉴 라인 시네마, 메트로 골드윈 메이어가 공동 제작한 영화이다. 2013년에 워너브라더스 배급해 공개되었으며, 전작과 반지의 제왕 삼부작과 같이 피터 잭슨이 감독을 맡았다. J. R. R. 톨킨의 소설 호빗을 원작으로 한다. 원래는 2부작으로 계획이 되었으나, 스마우그에 대한 분량이 늘어나면서 원래 계획된 2부작 사이에 새롭게 추가되었다.
이 영화는 참나무방패 소린과 난쟁이 13명, 빌보 배긴스, 간달프가 스마우그로부터 뺏긴 에레보르를 되찾으러 떠나는 모험을 그리고 있다. 또한 참나무방패 소린과 난쟁이들이 아조그를 복수하는 내용도 포함되어 있다.
영화는 초당 48프레임의 프로젝션 속도로 3D로 동시에 촬영 되었으며, 주요 촬영은 뉴질랜드와 파인우드 스튜디오에서 이루어졌다. 추가 촬영은 2013년 5월 내내 이루어졌다.
호빗: 스마우그의 폐허는 2013년 12월 2일 로스앤젤레스에서 초연되었으며 2013년 12월 11일 일반 극장과 IMAX 극장에서 국제적으로 개봉되었다. 이 영화는 대부분 긍정적인 평가를 받았고 전 세계 박스 오피스에서 9억 5,900만 달러 이상을 벌어들여 반지의 제왕: 반지 원정대와 반지의 제왕: 두 개의 탑을 제치고 2013년 네 번째로 높은 수익을 올린 영화가 되었다.

## 줄거리
참나무방패 소린과 그의 일행은 아조그와 그의 오크 무리에 의해 쫓기고 있다. 그들은 간달프에 의해 곰으로 변신할 수 있는 변신술사인 베오른의 집으로 안내된다. 그날 밤, 아조그는 네크로맨서에 의해 돌 굴두르로 소환되어 전쟁을 위해 군대를 소집하라는 명령을 받는다. 아조그는 소린을 쫓는 일을 그의 아들 볼그에게 위임한다. 네크로맨서의 부상과 위험한 숲 요정을 포함하여 어둠숲의 위험에 대해 일행에게 말한 후, 베오른은 일행을 어둠숲 경계까지 호위하고, 그곳에서 간달프는 오래된 유적에 새겨진 흑색 언어를 발견한다. 이것과 갈라드리엘의 이전 요청으로 그는 나즈굴의 무덤을 조사하게 된다. 일행을 떠나기 전에 그는 길을 벗어나지 말라고 경고한다. 그들은 숲에서 길을 잃고 거대 거미에 걸려든다. 빌보는 투명 반지의 도움으로 난쟁이들을 풀어주고, 반지를 떨어뜨리고 반지를 되찾기 위해 아기 거미를 잔인하게 죽였을 때 그 반지의 어두운 영향력을 이해하기 시작한다.
남은 거미들은 숲 요정인 타우리엘과 레골라스가 이끌고 죽임을 당하고, 그들은 난쟁이들을 붙잡아 스란두일 왕 앞에 데려간다. 소린은 60년 전 스마우그의 공격 이후 에레보르의 난쟁이들을 무시한 것에 대해 왕에게 대항하고, 결과적으로 다른 난쟁이들과 함께 투옥된다. 붙잡히지 않은 빌보는 하류로 보내지는 빈 와인 통에 숨어 그들이 탈출하도록 돕는다. 그들은 숲 요정들에게 쫓기고 볼그와 그의 오크 무리의 기습을 받아 통을 타고 강을 내려가면서 세 갈래의 전투가 벌어진다. 난쟁이들은 두 추격자 그룹 모두에게서 탈출하지만, 킬리는 모르굴 화살에 상처를 입는다. 스란두일은 오크 포로가 남쪽에서 사악한 군대가 모이고 있음을 밝히자 그의 왕국을 봉쇄하지만, 타우리엘은 난쟁이들을 돕기 위해 떠나기로 결정하고 레골라스는 그녀를 뒤쫓는다. 간달프와 라다가스트는 나즈굴의 무덤을 조사하고 비어 있는 것을 발견한다. 간달프는 아홉 명이 돌 굴두르로 소환되었음을 발견하고, 사우론이 돌아왔고 전쟁을 준비하고 있음을 추론한다.
일행은 바르드라는 바지선 조종사에 의해 에스가로스로 밀입국한다. 소린은 호수마을의 주인에게 산의 보물을 나누어 주겠다고 약속하고, 그들은 무기를 받고 산으로 보내진다. 부상으로 인해 킬리는 필리, 오인, 보푸르의 보살핌을 받으며 바르드의 집에 남을 수밖에 없었다. 빌보는 외로운 산의 숨겨진 입구를 발견하고 아르켄스톤을 회수하기 위해 안으로 보내진다. 그러나 그는 우연히 스마우그를 깨우고, 스마우그는 난쟁이들의 음모를 알고 있음을 드러낸다.
호수마을에서, 데일의 마지막 통치자의 후손인 바르드는 스마우그의 공격을 두려워하여 조상의 마지막 검은 화살을 준비하지만, 주인에게 체포된다. 볼그와 그의 오크들은 호수마을에 침투하여 네 명의 난쟁이들을 공격하지만, 타우리엘과 레골라스가 도착하여 그들을 물리치고 볼그는 도망친다.
한편, 간달프는 라다가스트를 보내 갈라드리엘에게 무덤에서 발견한 것을 경고하도록 한 후 혼자 돌 굴두르에 들어간다. 네크로맨서는 간달프를 압도하고 붙잡으며 자신이 사우론임을 드러낸다. 간달프는 아조그와 오크 군대가 돌 굴두르에서 외로운 산으로 행진하는 것을 무력하게 지켜본다. 산 안에서 긴 추격 동안, 빌보와 난쟁이들은 스마우그의 불꽃을 사용하여 산의 대장간을 다시 지피고 거대한 황금 동상을 녹여 스마우그를 녹은 황금에 산 채로 묻으려고 한다. 그들은 그렇게 하지만, 스마우그는 황금에서 나와 산 밖으로 비틀거리며 날아가 호수마을을 파괴하고 빌보는 절망적으로 지켜본다.

## 배역
- 마틴 프리먼 - 빌보 배긴스 역
- 이언 매켈런 - 회색의 간달프 역
- 리처드 아미티지 - 참나무방패 소린 역
- 베네딕트 컴버배치 - 스마우그 역
- 올랜도 블룸 - 레골라스 역
- 에반젤린 릴리 - 타우리엘 역
- 루크 에번스 - 궁수 바드 역
- 리 페이스 - 스란두일 역
- 스티븐 프라이 - 호수 마을의 영주 역
- 그레이엄 맥타비시 - 드왈린 역
- 켄 스톳 - 발린 역
- 에이단 터너 - 킬리 역
- 딘 오고먼 - 필리 역
- 마크 해들로 - 도리 역
- 제드 브로피 - 노리 역
- 애덤 브라운 - 오리 역
- 존 캘런 - 오인 역
- 피터 햄블턴 - 글로인 역
- 윌리엄 커처 - 비푸르 역
- 제임스 네즈빗 - 보푸르 역
- 스티븐 헌터 - 봄부르 역
- 미카엘 페르스브란트 - 베오른 역
- 실베스터 매코이 - 갈색의 라다가스트 역
- 크레이그 홀 - 갈리온 역
- 라이언 게이지 - 알프리드 역
- 존 벨 - 배인 역
- 마크 밋친슨 - 브라가 역
- 마누 베넷 - 아조그 역
- 로렌스 마코아르 - 볼그 역
- 벤자민 미첼 - 나르주그 역
- 댈러스 바넷 - 빌 퍼니 역